# 最长寿命
最長壽命（英語：maximum life span）是指一個生物群體中壽命最長的個體所達到的壽命長度。
大多数物种细胞的分裂次数有一个上限，影响了生物寿命的长短。对于人类，这一上限被称为海佛烈克极限 。

## 定义
在动物学研究中，最长寿命通常取为给定队列（cohort）中寿命最长的10%个体的平均寿命。不过有时也会将最长寿命定义为一个物种或实验组中已知的存活时间最长的个体的年龄。后一种意义上的最长寿命取决于初始的样本大小。
与平均寿命（或预期寿命）不同的是，平均寿命会受疾病、事故、自杀、谋杀等因素的影响，而最长寿命仅取决于“衰老速度”（rate of aging）。